# ハリー・マーリン
ハリー・マーリン(Henry William "Harry" Mallin、1892年6月1日-1969年11月8日)は、イギリスのアマチュアボクシング選手である。ルイスハム出身。
マーリンは、1919年から1923年まで5年連続でイギリスのチャンピオンであった。また、1920年から1928年まではミドル級の世界チャンピオンであった。アマチュア戦では無敗であったが、プロに転向することはなかった。
1920年のアントワープオリンピックでは、ミドル級の決勝でカナダのジョルジュ・プルドームを破り、金メダルを獲得した。続く1924年のパリオリンピックでは、同じくミドル級の決勝でイギリスのジョン・エリオットを破り、連覇を達成した。
同じミドル級のボクシング選手であり、1928年のアムステルダムオリンピックに出場し、1930年コモンウェルスゲームズで優勝したフレッド・マーリンは実の弟である。